# Récupérateurs de déchets à Khon Kaen
Les récupérateurs de déchets à Khon Kaen, en Thaïlande, sont des travailleurs informels qui cherchent dans les poubelles les produits recyclables pour être vendus aux distributeurs à un prix convenu. Ces travailleurs vivent dans toutes les parties de la ville, allant des bidonvilles adjacents aux voies ferrées aux maisons construites sur le site d'enfouissement. La plupart des éboueurs ont quitté les provinces avoisinantes à la recherche d'un salaire plus fiable pouvant subvenir aux besoins de leur famille. D'autres, cependant, ont été mis en faillite après le Crash en 1997 et sont devenus pilleurs de poubelle. Les deux principales communautés de pilleurs de poubelles sont les communautés de bidonvilles et celles qui vivent dans les décharges.

## Communautés de bidonvilles
Ces communautés ont deux méthodes de piégeage. Le premier est avec un chariot poussoir, où le pilleurs de poubelle se dirige vers des poubelles locales à la recherche de produits recyclables. Cette méthode rapporte généralement 170 baht par jour, soit 5,50 $ par jour. L'autre méthode utilise une motocyclette avec un chariot attaché à l'arrière. Cette méthode rapporte environ 250 baht par jour, soit 7,30 $ par jour. Les habitants des bidonvilles recherchent des marchandises entre 3 heures du matin et 10 heures du matin. Une fois qu'ils ont les biens, ils les séparent selon une classification prédéterminée; par exemple, les bouteilles sont séparées des canettes et du plastique du verre. Des efforts sont actuellement déployés pour créer une convention collective, ce qui permettrait à la nouvelle organisation de négocier des tarifs plus élevés pour ses produits recyclables.

## Communauté de la décharge
Cette communauté est née de la création d'une décharge massive en bordure de Khon Kaen. La décharge est de 0,5 km² et adjacente aux terres agricoles. Les gens ont commencé à déménager ici peu après la fin de la construction, car c'est la zone la plus grande et la plus accessible pour la recherche de matières recyclables. Les gens de cette communauté avaient un revenu quotidien moyen de 800 bahts, soit 26 $. Cependant, avec l'augmentation des pilleurs de poubelle de la ville et des méthodes de recyclage gouvernementales, cette communauté a vu une réduction massive de ses revenus. La moyenne actuelle est d'environ 100 baht par jour, soit 3,00 $. La journée de travail pour cette communauté commence à 3 heures du matin, car c'est à ce moment-là que les camions-décharges abandonnent la nouvelle poubelle.

## Prix de recyclage
Tous par kilogramme.
- Bouteilles brisées: 1 baht
- Papier couleur: 2 baht
- Tôle: 3 baht
- Boîte en carton: 4 baht
- Papier blanc: 5 baht
- plastique coloré: 7 baht
- Fer: 9 baht
- Bouteille en plastique transparent: 14 baht
- Bouteille opaque: 20 baht
- Aluminum: 40 baht
- Canettes: 50 baht
- Laiton: 80 baht
- Cuivre: 200 baht

## Problèmes
Les charognards font face à deux problèmes majeurs. Ils sont dans le désespoir économique et leur santé se détériore. La plupart des gens ne gagnent pas assez pour sortir de la dette et sont obligés d'emprunter auprès des usuriers (loan sharks), qui pratiquent des taux d'intérêt exorbitants. Les risques pour la santé sont les plus visibles dans la communauté des sites d'enfouissement. Chaque jour, cette communauté doit regarder à travers les déchets qui comprennent les déchets hospitaliers; par exemple des sacs et des aiguilles sanglants. Un autre risque pour la santé est l'incinérateur qui brûle à travers la décharge. La fumée de la poubelle brûlée a tellement affecté l'environnement qu'il est maintenant dangereux de boire l'eau de pluie. Un travail a été fait pour mettre en évidence les problèmes auxquels cette communauté est confrontée. Alicia Rice, une documentariste, a collaboré avec un projet pour examiner ces problèmes.